# Lani O'Grady
Lani O'Grady (2 de octubre de 1954-2 de septiembre de 2001) fue una actriz y agente artística estadounidense, especialmente recordada por el papel de Mary Bradford en la serie de televisión Con ocho basta.

## Biografía
Nacida Lanita Rose Agrati en Walnut Creek, California, hija de Lou A. Agrati y Mary B. Grady (nacida Castellino), una agente artística infantil. Era la hermana del actor y músico Don Grady, uno de los originales Mouseketeer y miembro del elenco de My Three Sons. Incluso cuando era joven, tenía una voz grave.
La joven Lani comenzó a actuar a los 13 años con un papel en la serie de televisión El gran chaparral. A principios de la década de 1970, apareció en Harry O y tuvo un papel en 1975 en la TV-Movie Cage Without a Key, protagonizada por Susan Dey. En 1976, coprotagonizó el largometraje Masacre en Central High junto a Kimberly Beck.
Al año siguiente, Lani consiguió el papel de Mary Bradford en la serie de la ABC Con ocho basta y cambió su nombre artístico a O'Grady. Apareció en 112 episodios de la serie. También repitió el papel de Mary Bradford en las dos películas de televisión secuela de Eight Is Enough emitidas en 1987 y 1989.
Tras el fin de la serie, O'Grady obtuvo un papel en la película de televisión de 1982 The Kid with the Broken Halo, protagonizada por Gary Coleman. Su último papel como actriz fue como Sra. Kramer en la telenovela Days of Our Lives en 1990.
Tras sufrir agorafobia y fallos de memoria a principios de la década de 1990, O'Grady se retiró de la interpretación y se convirtió en agente artística. También comenzó a tomar fármacos para un cerebro diagnosticado con desequilibrio químico. En una entrevista de 1994 en el periódico Los Angeles Times, O'Grady dijo que había sufrido ataques de pánico desde los 18 años, pero que no fue diagnosticada con trastorno de pánico hasta los 21 años. También admitió haber abusado de medicamentos recetados, incluido Valium, y de alcohol.
En diciembre de 1998, ingresó al Departamento de Salud Mental de Thalians en Cedars-Sinai Medical Center para un tratamiento de desintoxicación.
O'Grady murió en la caravana en la que vivía en Valencia (California), a los 46 años el 25 de septiembre de 2001. Una autopsia reveló niveles tóxicos del analgésico Vicodin y el antidepresivo Prozac en su torrente sanguíneo, y la oficina forense del condado de Los Ángeles dijo que murió de intoxicación por múltiples drogas, aunque el forense no pudo determinar si su muerte fue un accidente o suicidio

## Filmografía
| Año       | Título                            | Papel             | Observaciones                                             |
| --------- | --------------------------------- | ----------------- | --------------------------------------------------------- |
| 1969      | The High Chaparral                | Penny             | Episodio: "Time of Your Life"                             |
| 1970      | Headmaster                        | Judy              | Episodio: "Count the Ways I Love You"                     |
| 1973      | The Delphi Bureau                 | Girl              | Episodio: "The Face That Never Was Project"               |
| 1975      | Cage Without a Key                | Noreen            | TV movie                                                  |
| 1975      | Harry O                           | Jean Helen        | Episodio: "Street Games" Episodio: "Exercise in Fatality" |
| 1976      | Baby Blue Marine                  | Girl #2           |                                                           |
| 1976      | Massacre at Central High          | Jane              |                                                           |
| 1977      | The Hazing                        | Campus Girl       |                                                           |
| 1977-1981 | Eight Is Enough                   | Mary Bradford     | 112 Episodios                                             |
| 1979      | The Love Boat                     | Robin             | 1 Episodio                                                |
| 1980      | The Love Boat                     | Maude Victor      | 2 Episodios                                               |
| 1982      | Quincy, M.E.                      | Zanger's Customer | Episodio: "Bitter Pill"                                   |
| 1982      | The Kid with the Broken Halo      | Julie McNulty     | TV movie                                                  |
| 1987      | Eight Is Enough: A Family Reunion | Mary Bradford     | TV movie                                                  |
| 1989      | An Eight Is Enough Wedding        | Mary Bradford     | TV movie                                                  |
| 1990      | Days of Our Lives                 | Mrs. Kramer       | Serie                                                     |